# Super Turrican (videogioco SNES)
Super Turrican è un videogioco di tipo sparatutto a piattaforme, creato da Factor 5 per Super Nintendo nel 1993. Una versione con il medesimo titolo, ma per NES, è stata pubblicata sempre nel 1993 ma realizzata dal solo Manfred Trenz.

## Modalità di gioco
Super Turrican è visivamente simile a Mega Turrican per Mega Drive (sempre realizzato da Factor 5), ma possiede altri livelli e le armi sono leggermente differenti. Il gioco comprende 4 mondi e 12 livelli, anche se inizialmente doveva contenere di più, e in parte vennero tagliati a causa di problemi di spazio sulla cartuccia. Una versione Director's Cut è stata inserita nella console Super Nt come bonus.

## Trama
Il gioco è ambientato sul pianeta Katakis, e vede il protagonista Bren McGuire, dotato dell'armatura Turrican, affrontare orde di nemici fino ad arrivare al boss finale "Machine".